# Pentaria sinuata
Pentaria sinuata es una especie de coleóptero de la familia Scraptiidae.

## Distribución geográfica
Habita en Idaho (Estados Unidos).